# Montañas Sudirman

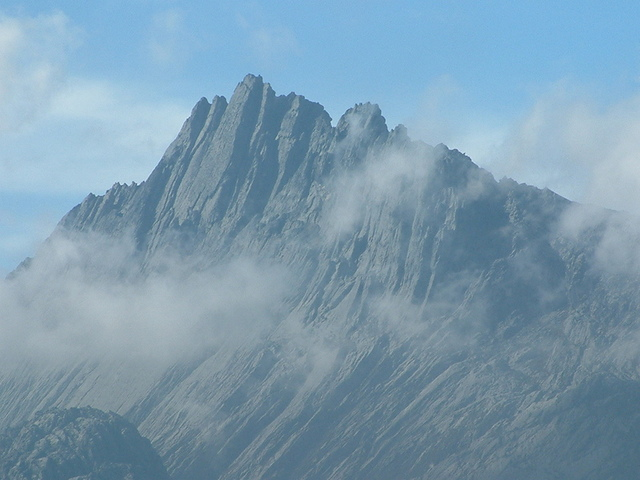
El Puncak Jaya en el centro de las montañas Sudirman.

Las montañas Sudirman o Dugunduguoo o Montañas Nassau es una cadena montañosa en la provincia de Papúa, Indonesia.
Ubicada en 4°12′S 137°00′E / -4.2, 137, comprende la zona occidental de las montañas Maoke.  Allí se encuentra el pico más alto en Oceanía y Australasia, Puncak Jaya (5040 m),  como también la gran mina de oro y plata Grasberg, operada por la compañía Freeport. 